# Bill Beason
Bill Beason né le 6 mars 1908 à Louisville et mort le 15 août 1988 à New York, est un batteur de jazz américain.

## Carrière
Il débute en 1923 dans le Booker T. Washington center band, joue ensuite avec le Horace Henderson's Collegians en 1924, enregistrent des faces avec King Oliver et James P. Johnson. Il joue avec Bingie Madison en 1931, Teddy Hill en 1935. En 1937 il fait partie de l'orchestre qui accompagne la revue du Cotton Club en 1937 à l'exposition internationale à Paris. Il enregistre à cette occasion avec Django Reinhardt, Dicky Wells, Bill Coleman. De retour aux États-Unis il travaille avec Don Redman en 1938 et Roy Eldridge. Il remplace Chick Webb lorsque Ella Fitzgerald reprend la direction de l'orchestre après sa mort. Il joue avec John Kirby en 1943, Eddie Heywood Jr en 1944, Ben Webster en 1945, Sy Oliver, Earl Bostic. Dans les années 1950 il quitte le métier.

## Discographie
- Dickie Wells the chronological 1927-1943 vol.937 Classics (Séance du 7 juillet 1937 avec Django Reinhardt à la guitare)
- Ella Fitzgerald the chronological 1939 vol.525 Classics
- Ella Fitzgerald the chronological 1939-1940 vol.566 Classics
- John Kirby the chronological 1941-1943 vol.792 Classics

## Source
André Clergeat, Philippe Carles Dictionnaire du jazz Bouquins/Laffont 1990 p. 75